# Frome (Dorset)
A Frome (kiejtése /ˈfruːm/) folyó Anglia Dorset megyéjében. A 48 km hosszú folyó Délnyugat-Anglia egyik jelentős vízfolyása. Torkolatától, Poole-tól Warehamig hajózható. 

## Vízrajza
A folyó a Dorset Downs dombságban ered Evershot falunál, majd áthalad Maiden Newton, Dorchester, West Stafford és Woodsford településeken. Warehamnál egybefolyik a Piddle (más néven Trent) folyóval és együtt mint Warehami-csatorna folyik a tengerbe a Poole Harbour öblében. Vízgyűjtő területe 454 km², a megye területének egyhatoda.
A mészkődombok közül kiérve, Dorchester után a folyó sok homok, kavics és agyagüledéket rak le és a síkságon régebben, a szabályozás előtt széles, mocsaras árteret hozott létre. Az itteni mocsarakról kapta nevét a rómaiak előtt itt élő helybeli kelta törzs, a durotriges („vízlakók”). Torkolatánál a jégkorszak utáni tengerszintemelkedés miatt ria, tenger által elöntött folyóvölgy, a mai Poole Harbour jött létre. 

## Története
A rómaiak az 1. század végén egy vízvezetéket építettek, amely a folyó felső szakaszáról szállította a vizet újonnan alapított Durnovaria (a mai Dorchester) városukba. A vezeték esése mintegy 7,6 m volt és becslések szerint napi 35 millió liter vizet szolgáltatott a városlakóknak. A vízvezeték számára épített földteraszok egy része ma is megtalálható. 

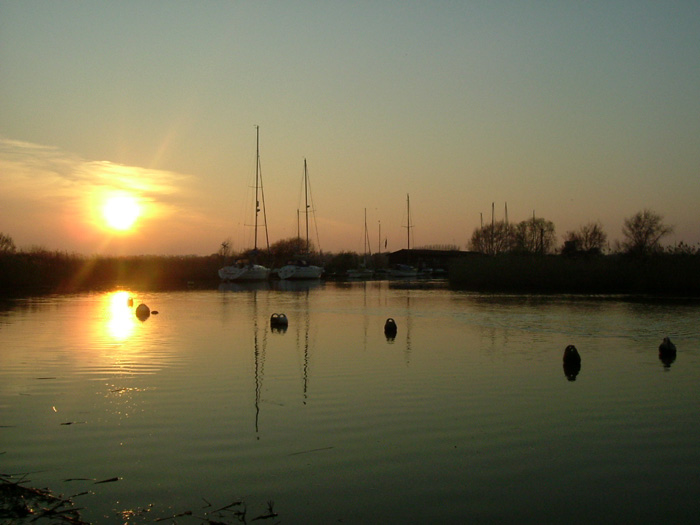
A Frome Warehamnál

A vikingek portyáik során több alkalommal is felhajóztak a Frome-on. Támadásaik miatt épültek meg Wareham falai 876-ban.  
A 19. század végéig a folyón szállították az ország belsejébe a Purbeck-félsziget kaolinos agyagját, azonban a vasutak kiépülése feleslegessé tette ezt az útvonalat.

## Élővilág
A Frome-ba rendszeresen felúszik ívni az atlanti lazac, azonban az utóbbi időben drasztikusa csökkent a létszámuk: az 1988-as 4 ezer példányról 750-re 2004-ben. A jelenség pontos okai nem ismertek. 

## Fordítás
- Ez a szócikk részben vagy egészben  a   River Frome (Dorset) című angol Wikipédia-szócikk ezen változatának fordításán alapul.  Az eredeti cikk szerkesztőit annak laptörténete sorolja fel. Ez a jelzés csupán a megfogalmazás eredetét és a szerzői jogokat jelzi, nem szolgál a cikkben szereplő információk forrásmegjelöléseként.